# Juan Lucas Blanco
Juan Lucas Blanco (Sevilla, c. 1822-1867) fue un torero español.

## Carrera
Fue hijo de Manuel Lucas Blanco, también torero y políticamente absolutista, que murió ajusticiado en el garrote vil el 9 de noviembre de 1837 por haber dado muerte en una riña a un miembro de la Milicia Nacional. Por imposición familiar inició unos estudios de letras que pronto abandonó por falta de vocación y por la vergüenza y estado de pobreza en que dejó a la familia la suerte paterna. Con el apoyo de los que habían sido compañeros de su padre, en especial Juan Yust, se inició como banderillero en los ruedos. Acogido en su propia casa por Yust, que comenzó a llevarlo de media espada a las plazas de respeto y de segundo a las de menos consideración, tras morir Yust, en 1842, Lucas Blanco se casó con su viuda y en 1843 se convertiría en jefe de su cuadrilla, comenzando a ser reconocido en las plazas andaluzas.
Se presentó ya como matador en Madrid el 13 de abril de 1846, alternando con «El Chiclanero» y «El Lavi». El relativo éxito de esa presentación, que le valió enlazar una serie de actuaciones en la plaza madrileña de la calle de Alcalá dentro del mismo año, se vio rápidamente interrumpido por alguna grave cogida y una sucesión de desafortunadas actuaciones, que ya en 1847 le apartaron de las plazas madrileñas. Alcoholizado volvió a Andalucía, donde siguió toreando hasta 1864. Falleció tres años después «en la última miseria».
José de Santa Coloma atribuye a la desgraciada muerte de su padre en Madrid el no haber llegado a cuajar nunca en las plazas madrileñas una buena actuación, fracasos que le harían caer en la embriaguez y la misantropía, a diferencia de los éxitos cosechados en Andalucía, especialmente en sus inicios en los que se mostró, al decir de Santa Coloma, como «un mancebo gallardo, esbelto y de atractiva figura; produciéndose con ingenio y sobrada gracia, merced a su educación; alegre, decidor y franco, heredero de la bravura y aplomo de Yust y de sus simpatías».